# Tatranský pohár (film)
Tatranský pohár je slovenský barevný dokumentární film o mezinárodní soutěži o Tatranský pohár.

## Tvůrci
- Režie Juraj Hečl, Ivan Bukovčan
- Kamera František. Lukeš, Karol Kopřiva a Emil Rožnovec
- Scénář Ivan Bukovčan, Juraj Hečl

## Zajímavost
Při příležitosti Tatranského poháru 1950 byl nejen natočen dokumentární film, ale byly i vydány tři poštovní známky.